# Schizachyrium scoparium
Schizachyrium scoparium là một loài thực vật có hoa trong họ Hòa thảo. Loài này được (Michx.) Nash miêu tả khoa học đầu tiên năm 1903.

## Hình ảnh

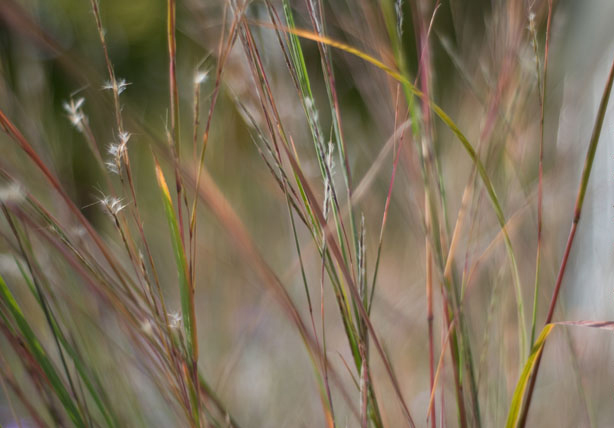
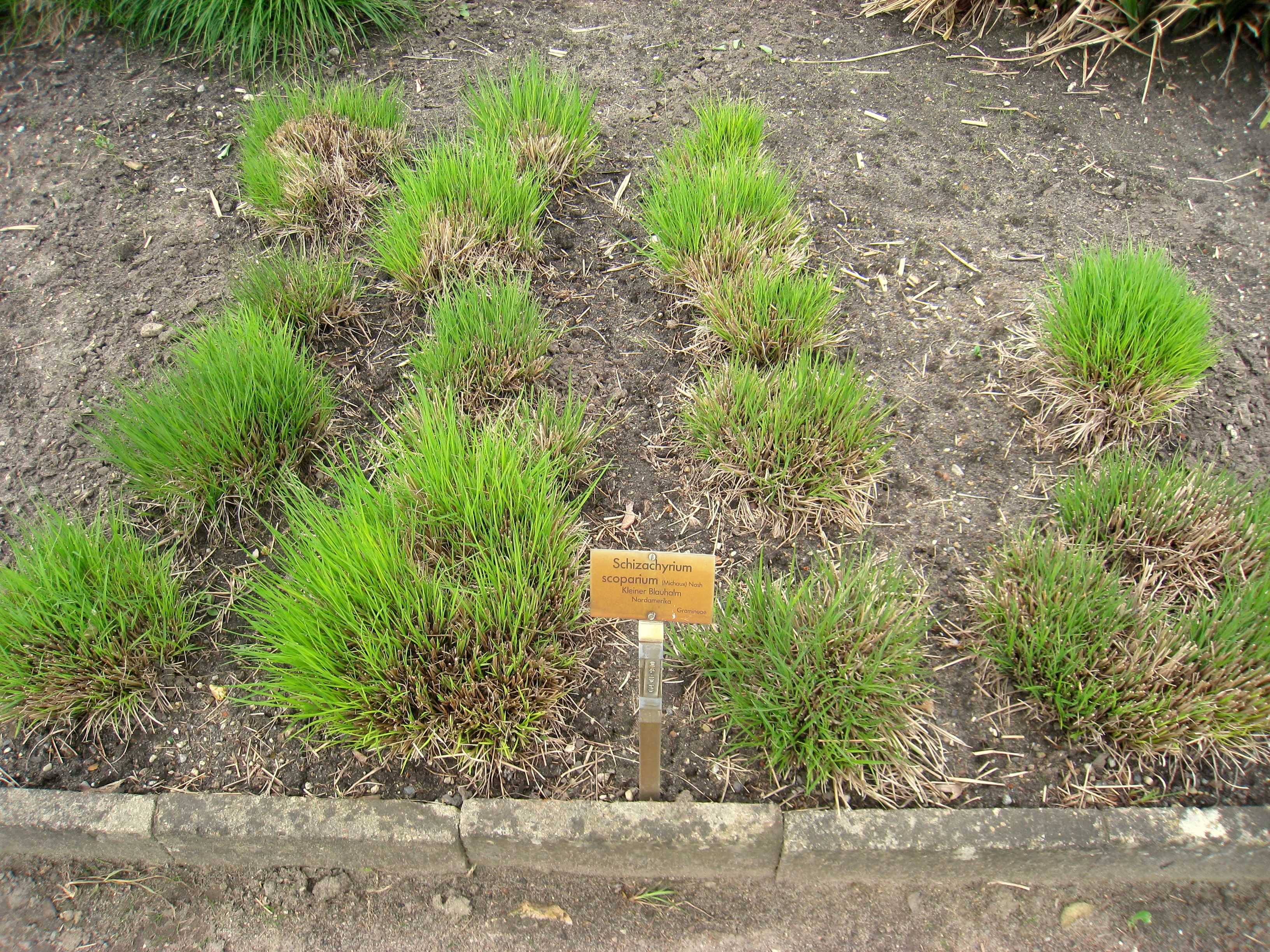
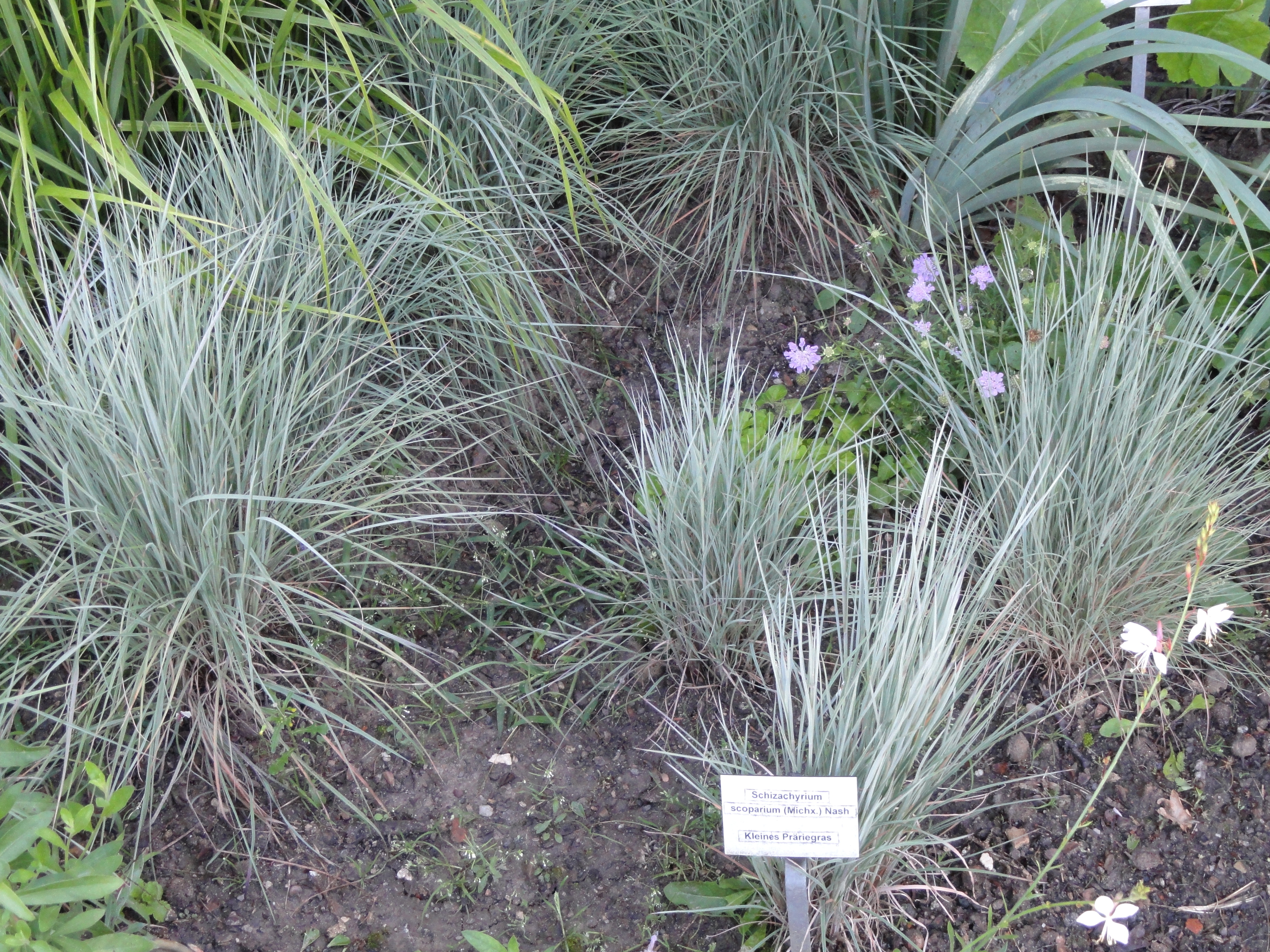
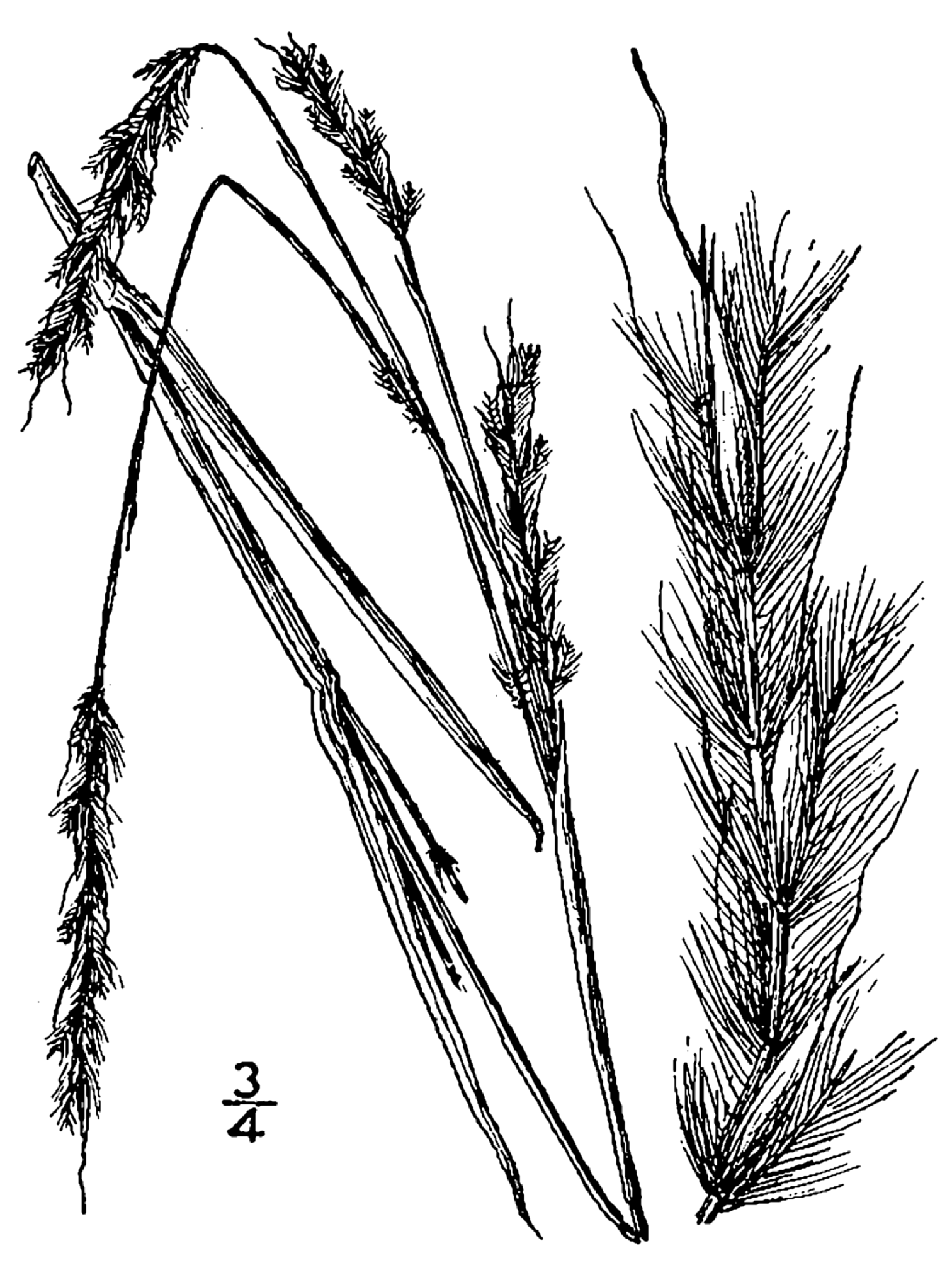